# R Doradus
R Doradus (chiamata anche HD 29712) è una stella gigante rossa variabile di tipo Mira situata nella costellazione meridionale del Dorado, anche se secondo alcuni astronomi sembra appartenere alla vicina costellazione del Reticolo.
La sua distanza dalla Terra è di 203 anni luce. Avendo un diametro angolare di 0,057 ± 0,005 secondi d'arco, si ritiene che tale stella sia quella con la maggiore grandezza apparente vista dalla Terra (eccetto il Sole). Il diametro di R Doradus è di 515 ± 70 milioni di chilometri o 370 ± 50 volte il diametro del Sole: se posizionato al centro del Sistema solare, la stella arriverebbe ad inglobare nei suoi strati più esterni l'orbita di Marte.
La magnitudine apparente di R Doradus varia tra +4,8 e +6,6, il che la rende a malapena visibile ad occhio nudo, ma se venisse osservata nell'infrarosso sarebbe una delle stelle più luminose del cielo, la sua magnitudine assoluta infatti è solo +1,62 nella banda visibile ma nella banda K è di -8,19. Nonostante la sua grandezza, la massa della stella è di circa una massa solare e la sua luminosità totale è 6500 ± 1400 volte quella solare.